# علامة دوي
علامة دوي هي علامةٌ سريرية يمكن فيها إحداثُ منعكسات الوتر العميق الغائبة بعد فترةٍ قصيرةٍ من انقباض العضلات الأقصى. تحدث هذه العلامةُ في المرضى الذين يُعانون من  متلازمة إيتون لامبرت، ولكن لا يظهرُ في المرضى الذين يعانون من اعتلال الأعصاب المحيطية.
سُميت العلامةُ نسبةً للطبيب هيتوكا دوي، والذي وصفها في عام 1978.